# أبو غالب تمام بن علقمة الثقفي
أبو غالب تمام بن علقمة الثقفي كان قائدًا عسكريًا عربيًا في الأندلس أثناء تأسيس إمارة قرطبة الأموية.
ينحدر ابن علقمة من مولى عبد الرحمن بن أم الحكم ، والي الكوفة في العراق عام 678 في عهد الخليفة الأموي الأول معاوية بن أبي سفيان. وبالتالي فهو ينتمي إلى قبيلة ثقيف وفصيل قيس. وُلِد بين عامي 720 و728. وحفيده هو تمام بن علقمة الوزير الشهير.
وصل إلى الأندلس سنة 741م ضمن طليعة جيش بلج بن بشر القنسرية . عندما قام الأمير الأموي عبد الرحمن الأول بخطوته لاستعادة الحكم الأموي في الأندلس عام 755، كان ابن علقمة من أوائل الذين انضموا إلى لوائه بعد أن التقى عملاء الأمويين بالصميل بن حاتم في سرقسطة . وبمساعدة المولى بدر، كان هو من أنقذ عبد الرحمن الداخل من البربر في المغرب في وقت لاحق من ذلك العام. أصبح كبير وزراء عبد الرحمن ( حاجب ) برتبة قائد في جيشه. وبمساعدة بدر، استولى على مدينة طليطلة في عام 764 وأصبح حاكمها. وبعد ذلك عُيِّن حاكمًا لوشقة وطرطوشة وتارازونا . وخلفه ابنه غالب في طليطلة، ولكن أعدمه خليفة عبد الرحمن، هشام الأول ، في عام 788. ومع ذلك، ظل ابن علقمة مخلصًا للسلالة، وبرز مرة أخرى في عهد الحكم الأول (796-822). توفي في عام 811 في سن متقدمة جدًا. وكان حفيده الأكبر، تمام بن علقمة الثقفي ، بارزًا أيضًا في خدمة الأمويين.
ابن علقمة هو المصدر الأكثر احتمالاً لسرد الفترة 741-788 في كتاب الأخبار المجموعة ، وهو أقدم تاريخ عربي للأندلس. هذا القسم من الأخبار -الذي لم يصل إلى شكله النهائي إلا في القرن الحادي عشر- يسمى أحيانًا لدى المستشرقين بـ "التاريخ السوري". وكان شاهد عيان على أغلب الأحداث المهمة في هذه الفترة. ولابد أنه ترك وراءه مؤلفات، حيث ورد ذكره واصفينه بأنه مصدر شاهد عيان في كتاب البيان المغربي لابن عذاري وأحمد الرازي .